# Om Puri
Om Prakas Puri (in punjabi ਓਮ ਪ੍ਰਕਾਸ਼ ਪੁਰੀ, Om Prakāś Purī; pron. AFI: [oːm pʊɾiː]; Ambala, 18 ottobre 1950 – Mumbai, 6 gennaio 2017) è stato un attore indiano.

## Biografia
Nonostante avesse lo stesso cognome di Madan e Amrish Puri, non aveva alcun legame di parentela con loro.
Ha lavorato a centinaia di film di Bollywood e anche in molti di produzione inglese e americana.
È morto improvvisamente nel 2017, a 66 anni, per un attacco cardiaco.

## Filmografia parziale
- Ghashiram Kotwal, regia collettiva (1976)
- Aakrosh, regia di Govind Nihalani (1980)
- Bhavni Bhai, regia di Ketan Mehta (1980)
- Kalyug, regia di Shyam Benegal (1980)
- Albert Pinto Ko Gussa Kyon Ata Hai, regia di Saeed Akhtar Mirza (1980)
- Sadgati, regia di Satyajit Ray (1981)
- Arohan, regia di Shyam Benegal (1982)
- Disco Dancer, regia di Babbar Subhash (1982)
- Gandhi, regia di Richard Attenborough (1982)
- Mandi, regia di Shyam Benegal (1983)
- Ardh Satya, regia di Govind Nihalani (1983)
- Pār, regia di Goutom Ghos (1984)
- Mirch Masala, regia di Ketan Mehta (1985)
- Aghaat, regia di Govind Nihalani (1985)
- New Delhi Times, regia di Romesh Sharma (1986)
- Genesis, regia di Mrinal Sen (1986)
- Dharavi, regia di Sudhir Mishra (1992)
- Angaar, regia di Shashila K. Nair (1992)
- Raat, regia di Ram Gopal Varma (1992)
- La città della gioia (City of Joy), regia di Roland Joffé (1992)
- In Custody, regia di Ismail Merchant (1993)
- Wolf - La belva è fuori (Wolf), regia di Mike Nichols (1994)
- Spiriti nelle tenebre (The Ghost and the Darkness), regia di Stephen Hopkins (1996)
- Aastha, regia di Basu Bhattacharya (1997)
- Gupt: The Hidden Truth, regia di Rajiv Rai (1997)
- Mio figlio il fanatico (My Son the Fanatic), regia di Udayan Prasad (1997)
- East is East, regia di Damien O'Donnell (1999)
- Dulhan Hum Le Jayenge, regia di David Dhawan (2000)
- Un'insolita missione (The Parole Officer), regia di John Duigan (2001)
- Pitaah, regia di Mahesh Manjrekar (2002)
- Codice 46 (Code 46), regia di Michael Winterbottom (2003)
- Yuva, regia di Mani Ratnam (2004)
- Gara di cuori (Kyun...! Ho Gaya Na), regia di Samir Karnik (2004)
- Aan: Men at Work, regia di Madhur Bhandarkar (2004)
- Kisna: The Warrior Poet, regia di Subhash Ghai (2005)
- Kyon Ki, regia di Priyadarshan (2005)
- The Rising, regia di Ketan Mehta (2005)
- Baabul, regia di Ravi Chopra (2006)
- La guerra di Charlie Wilson (Charlie Wilson's War), regia di Mike Nichols (2007)
- Singh Is Kinng, regia di Anees Bazmee (2008)
- Il fondamentalista riluttante (The Reluctant Fundamentalist), regia di Mira Nair (2012)
- Amore, cucina e curry (The Hundred-Foot Journey), regia di Lasse Hallström (2014)
- Il palazzo del Viceré (Viceroy's House), regia di Gurinder Chadha (2017)

## Doppiatori italiani
- Franco Zucca in Amore, cucina e curry, Il palazzo del viceré
- Sergio Graziani in Wolf - La belva è fuori
- Bruno Alessandro in Spiriti nelle tenebre
- Saverio Moriones in East Is East
- Francesco Carnelutti in Codice 46
- Wahib Marzouq in La guerra di Charlie Wilson
- Paolo Marchese in Il fondamentalista riluttante